# Joaquín Navarro-Valls

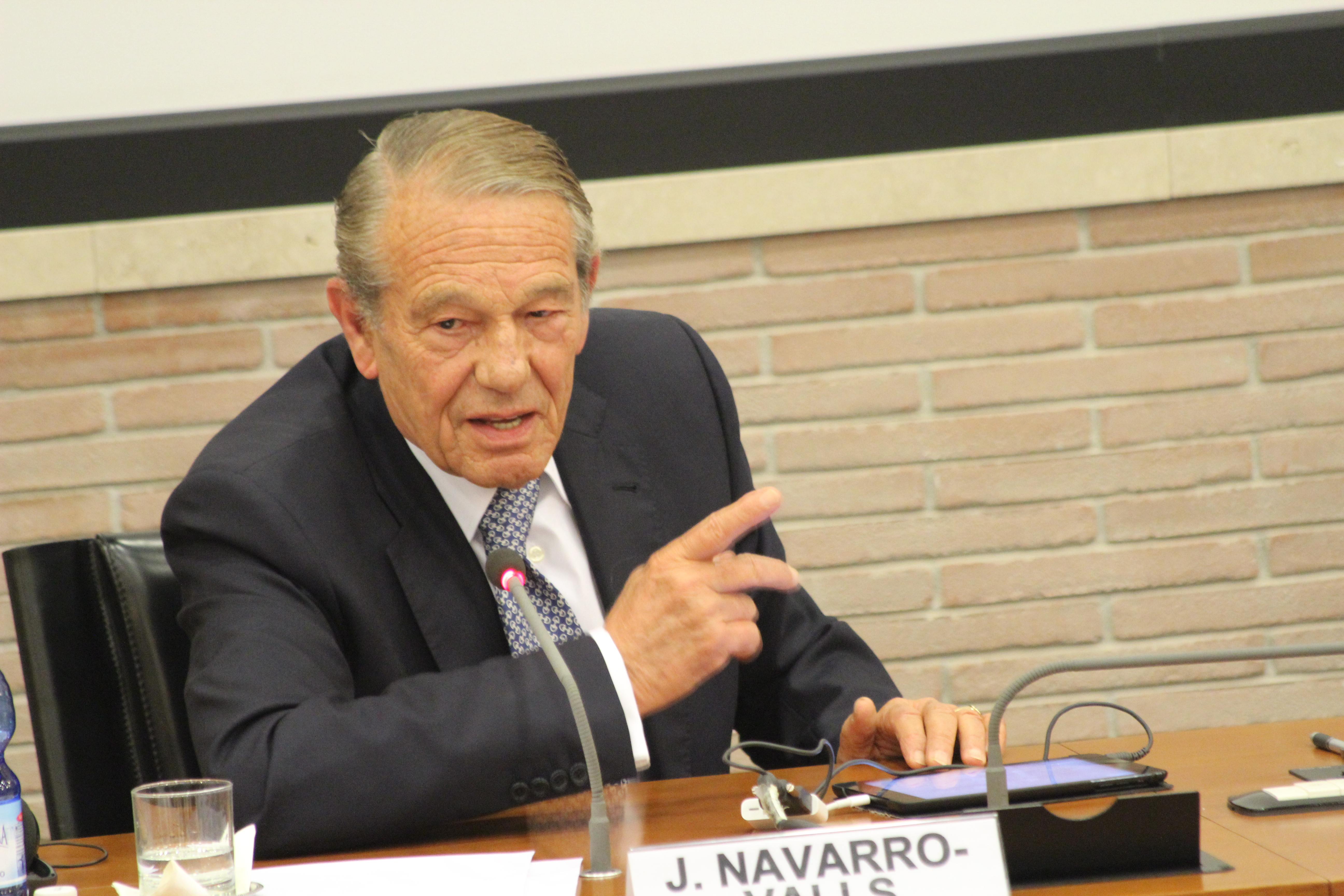
Joaquín Navarro-Valls

Joaquín Navarro-Valls (Cartagena, 16 november 1936 – Rome, 5 juli 2017) was tot 11 juli 2006 directeur van het Vaticaanse Persbureau.

## Biografie
Navarro-Valls studeerde geneeskunde aan de universiteiten van Granada en Barcelona en journalistiek aan de universiteit van Navarra. Van Harvard University ontving hij een 'International Seminar'-beurs.  In 1961 promoveerde hij summa cum laude in de geneeskunde. In 1968 behaalde hij een graad in de journalistiek en in 1980 in de communicatiewetenschappen.
Navarro-Valls maakte carrière in de journalistiek, onder meer als oprichter en onderdirecteur van de krant Diagonal en als buitenlandcorrespondent voor Nuestro Tempo en ABC.
In 1984 werd Navarro-Falls, die lid was van de prelatuur Opus Dei, door paus Johannes Paulus II benoemd tot directeur van het Vaticaanse Persbureau. Hij nam namens het Vaticaan deel aan verscheidene conferenties van de Verenigde Naties. Sinds 1996 was hij gasthoogleraar aan de faculteit van Institutionele Sociale Communicatie van de Pauselijke Universiteit van het Heilig Kruis te Rome.
Van 1996 tot 2001 was Navarro-Valls voorzitter van de stichting Maruzza Lefebvre d’Ovidio voor terminaal-zieke kankerpatiënten. 
Als directeur van het Vaticaanse persbureau, trad Navarro-Valls vaak op als persvoorlichter, zoals tijdens de ziekenhuisopnames van de paus in februari 2005. Ook op 1 en 2 april 2005 hield hij de pers op de hoogte van de toestand van paus Johannes Paulus II.
Navarro-Valls sprak Spaans, Italiaans, Frans en Engels.
Op 11 juli 2006 kondigde de Heilige Stoel het ontslag aan van dr. Navarro-Valls. Hij werd opgevolgd door pater Federico Lombardi, de directeur van Vaticaan Televisie en Radio. 
Op 20 januari 2007 werd hij voorzitter van de adviesraad van de Biomedische Universiteit van Rome, een functie die hij tot zijn overlijden waarnam.